# Quá mẫn loại I
Quá mẫn loại I (hay quá mẫn type I, quá mẫn nhanh) là một phản ứng quá mẫn gây ra bởi việc tái sử dụng một loại kháng nguyên cụ thể được gọi là chất gây dị ứng. Loại I không nên nhầm lẫn với quá mẫn loại II, loại III, hoặc loại IV, cũng không nên lẫn lộn với bệnh tiểu đường loại I hoặc loại II của bất kỳ bệnh hoặc phản ứng nào khác.
Tiếp xúc có thể uống, hít, tiêm thuốc, hay tiếp xúc trực tiếp.

## Sinh lý bệnh
Trong quá mẫn loại 1, các tế bào lympho  được kích thích (bởi các tế bào CD4 + TH2) để tạo ra các kháng thể IgE cụ thể cho một kháng nguyên. Sự khác biệt giữa đáp ứng miễn dịch truyền nhiễm bình thường và đáp ứng quá mẫn loại 1 là trong quá mẫn loại 1, kháng thể là IgE thay vì IgA, IgG, hoặc IgM. Trong quá trình nhạy cảm, các kháng thể IgE liên kết với các thụ thể FcεRI trên bề mặt của tế bào mast mô và các basophils máu. Tế bào mast và basophils được phủ bởi kháng thể IgE là "nhạy cảm". Tiếp xúc muộn với các chất gây dị ứng liên kết chéo với IgE bị ràng buộc trên các tế bào nhạy cảm, dẫn đến thoái hóa phản vệ, tức là sự giải phóng ngay lập tức và nổ của các chất trung gian được hình thành trước hoạt tính dược từ các hạt lưu trữ và tổng hợp đồng thời các chất trung gian gây viêm nhiễm lipid từ acid arachidonic; một số chất trung gian này bao gồm histamin, leukotriene (LTC4 và LTD4 và LTB4) và prostaglandin, hoạt động trên các protein (ví dụ, các thụ thể bắt cặp với protein G) nằm trên các mô xung quanh. Tác dụng chính của các sản phẩm này là giãn mạch và co cơ trơn.
Loại 1 quá mẫn có thể được phân loại thành phản ứng tức thời và muộn. Phản ứng quá mẫn ngay lập tức xảy ra vài phút sau khi tiếp xúc và bao gồm giải phóng các amin mạch máu và các chất trung gian lipid, trong khi phản ứng muộn xảy ra 2-4 giờ sau khi tiếp xúc và bao gồm việc giải phóng các cytokine.